# Xyloschistes
Xyloschistes is een monotypisch geslacht in de familie Stictidaceae. Het bevat alleen de soort Xyloschistes platytropa.